# Dallas Observer
El Dallas Observer (Observador de Dallas en inglés) es una alternativa gratuita de periódico semanal que es distribuido alrededor del área de Dallas, Texas (EUA). Aunque es conocido por sus historias investigativas del gobierno local, también cubre los deportes locales, restaurantes, eventos, y conciertos.
La actual alcaldesa de Dallas, Laura Miller, previamente trabajó como reportera para el Dallas Observer. Village Voice Media es el dueño del periódico el cual es escrito en inglés.